# Allocosa sennaris
Allocosa sennaris är en spindelart som beskrevs av Roewer 1959. Allocosa sennaris ingår i släktet Allocosa och familjen vargspindlar.
Artens utbredningsområde är Sudan. Inga underarter finns listade i Catalogue of Life.